# مرد آرام (فیلم ۱۴۰۳)
 مرد آرام  یک فیلم ایرانی به کارگردانی بهنوش صادقی، نویسندگی مهنوش صادقی و تهیه‌کنندگی مهدی هاشمی محصول سال ۱۴۰۳ است. کارگردان مرد آرام، تنها کارگردان زن حاضر در چهل و سومین دوره جشنواره فیلم فجر است.

## خلاصه داستان
مرد آرام داستانی پیرامون اتباع افغانستانی و مشکلات آن‌ها در جامعه دارد.
در خلاصه داستان این فیلم آمده است: «نوبهار با اکراه، زنِ مرد سالمندی به نام زمان شده است. ابتدای زندگی مشترک آنها اتفاقاتی رقم می‌خورد که احساسات نوبهار را کاملاً نسبت به زمان تغییر می‌دهد.»

## بازیگران
- مهدی هاشمی
- شمیلا شیرزاد
- پویا نوروزی
- بی‌تا عزیز
- وحید منتظری
- مهنوش صادقی
- سید علی میرفتاح